# Seba (distrito)
Seba ou Saba (em árabe: سبها‎; romaniz.: Sabhā/Sebha) é um distrito da Líbia. Foi criado em 1983 e segundo de 1987, havia 76 171 residentes. Em 1995, havia 121 700 habitantes e uma área de 82 000 quilômetros quadrados. Em 2001, havia 93 688 residentes. Desde a reforma de 2002, faz divisa com Axati ao norte, Jufra a leste Murzuque ao sul e Uádi Alhaiate a oeste.
Segundo o censo de 2012, a população era de 116 016 pessoas, das quais 106 115 eram líbios e 9 901 não-líbios. O tamanho médio das famílias líbias era 5.98, enquanto o tamanho médio das não-líbios era de 4.97. Há no total 20 738 famílias no distrito, com 18 686 sendo líbias e 2 052 não-líbias. Em 2012, aproximados 451 indivíduos morreram no distrito, dos quais 353 eram homens e 98 eram mulheres.